# چوبک کودکان
چوبک کودکان (نام علمی: Tropidoderus childrenii) نام یک گونه از تیره چوبکان است.